# Ingeborg Körner
Ingeborg Maria Christel Körner (* 27. Juli 1929 in Keetmanshoop, Südwestafrika) ist eine deutsche Schauspielerin.

## Leben und Wirken
Ingeborg Körner wurde als Tochter des Kapitäns Oskar Körner in der früheren deutschen Kolonie Südwestafrika (Namibia) geboren. Nach dem Besuch einer Ballettschule und Schauspielunterricht bei Fritz Wagner am Deutschen Schauspielhaus in Hamburg sowie bei Herma Clement in Berlin trat sie 1949 ein Engagement am Thalia Theater in Hamburg an.
1951 wechselte sie an die Komödie in Berlin und gastierte bei den Münchner Kammerspielen. Zu ihren Bühnenrollen gehörten Atlanta in Das Haus in Montevideo von Curt Goetz und die Königin in der Operette Der Kurier der Königin von Nico Dostal. Ferner wirkte sie mit in Eine etwas sonderbare Dame von John Patrick am Theater am Kurfürstendamm, in Es bleibt in der Familie von Louis Verneuil an den Münchner Kammerspielen sowie an der Komödie Berlin als Dorrit in Meine beste Freundin von John van Druten.
Beim Film war sie ab 1949 in anfänglich kleinen Parts zu sehen. 1951 mimte sie eine der Töchter des von Curt Goetz verkörperten Professors Traugott Nägler in der von ihm selbst inszenierten Filmfassung Das Haus in Montevideo, 1953 war sie Partnerin von Rudolf Prack in Wenn am Sonntagabend die Dorfmusik spielt und im selben Jahr von Heinz Rühmann in Keine Angst vor großen Tieren. 1955 übernahm sie in Ein Herz bleibt allein ihre letzte Spielfilmrolle. Körner, verheiratet mit dem Theaterdirektor Hans Wölffer, hatte danach nur noch Auftritte in einigen Fernsehproduktionen.
Einen ihrer letzten öffentlichen Auftritte absolvierte Ingeborg Körner am 23. Juli 2004 anlässlich der Trauerfeier für Inge Meysel.

## Filmografie
- 1949: Gefährliche Gäste
- 1950: Absender unbekannt
- 1950: Des Lebens Überfluß
- 1951: Das Haus in Montevideo (1951)
- 1952: Toxi
- 1953: Die Rose von Stambul
- 1953: Keine Angst vor großen Tieren
- 1953: Wenn am Sonntagabend die Dorfmusik spielt
- 1954: Das ideale Brautpaar
- 1955: Premiere im Metropol (TV)
- 1955: Ein Herz bleibt allein
- 1955: Bezauberndes Fräulein (TV)
- 1956: Fräulein Blaubart (TV)
- 1959: Neues aus dem sechsten Stock (TV)
- 1959: Der Andere (Durbridge-Sechsteiler)
- 1960: Die Zeit und die Conways (TV)
- 1963: Stadtpark (TV)
- 1973: Die Brosche (Serie Lokaltermin)
- 1983: Mensch, Teufel noch mal (TV)
- 1985: Ein besserer Herr (TV)